# Markenbildchen-Kapelle

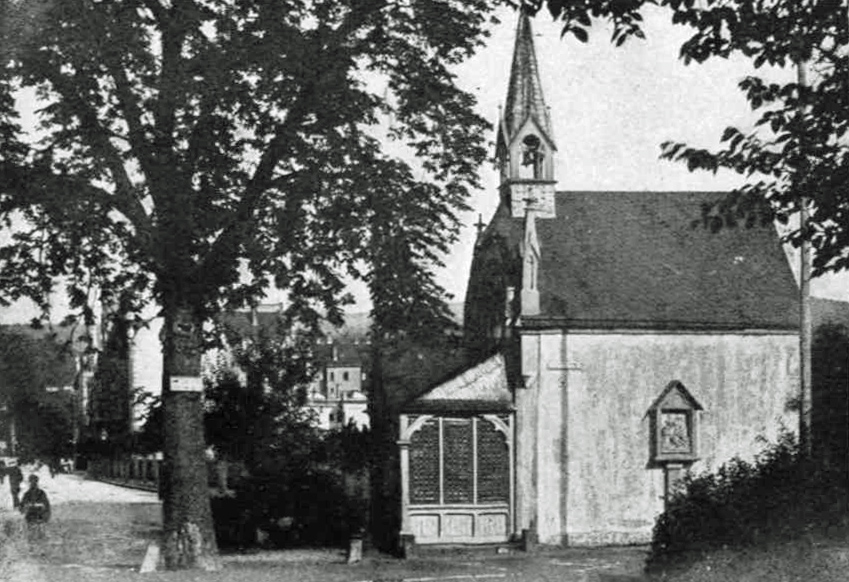
Die Markenbildchen-Kapelle in der Südlichen Vorstadt von Koblenz 1900

Die Markenbildchen-Kapelle stand von 1851 bis 1944 in der Südlichen Vorstadt von Koblenz. Von der zerstörten Marien-Kapelle ist heute noch das Gnadenbild in der Pfarrkirche St. Josef erhalten.

## Geschichte
Bevor die heutige Südliche Vorstadt von Koblenz im Rahmen der südlichen Stadterweiterung ab 1890 bebaut wurde, befanden sich in dem Gebiet nur Felder, Wiesen und Weingärten. Aufgrund des Reichsrayongesetzes durften im 19. Jahrhundert vor den Wällen der Koblenzer Stadtbefestigung keine festen Häuser gebaut werden. An der heutigen Kreuzung Markenbildchenweg/Hohenzollernstraße befanden sich ursprünglich zwei kleine Heiligenhäuschen, die an einem Kreuzweg vom Rhein zur Heilig-Kreuz-Kapelle am Fuße des Kartäuserklosters standen. Diese Kapelle wurde Anfang des 19. Jahrhunderts mit Aufgabe des Klosters und Bau des Forts Konstantin zerstört. Bei den beiden Heiligenhäuschen handelte es sich um die Märker Bildchen (Mark=Gemarkung, außerhalb der Stadt auf freiem Feld) und Armesünder-Kapelle, wo zum Tode verurteilte Menschen beerdigt wurden. Der Koblenzer Historiker Johann Christian von Stramberg erwähnte in seinem berühmten Rheinischen Antiquarius das Märker Bildchen an einem Kreuzungspunkt zweier Wege.

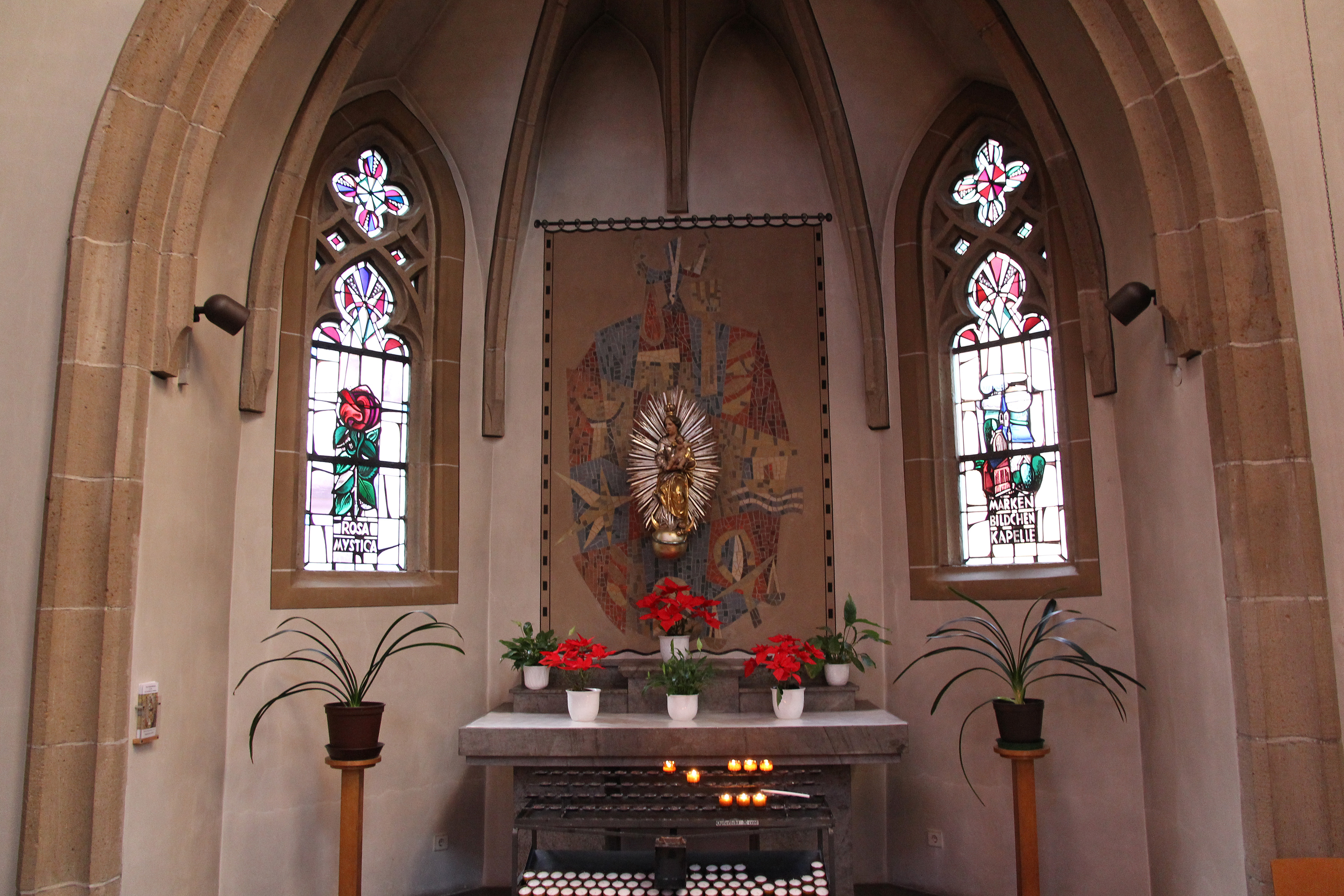
Das Gnadenbild aus der zerstörten Markenbildchen-Kapelle steht heute in der Pfarrkirche St. Josef

Nachdem beide Heiligenhäuschen Mitte des 19. Jahrhunderts baufällig waren, beschloss man den Bau einer neuen Kapelle. Die Witwe Saarburg (geb. Kaufmann) vermachte dazu 200 Taler. Nun konnten die konkreten Planungen für den Neubau beginnen. Es wurde ein Bauverein gegründet, der das restliche Geld für den 459 Taler teuren Bau aufbrachte. Die in Koblenz residierende Prinzessin Augusta stiftete den Kapellenvorbau aus Holz und Glas, einen Weihwasserkessel, ein Bild sowie vier Kerzenständer dazu. In der am 2. Juli 1851 von Geistlichen der Kastorkirche geweihten Kapelle wurde ein Gnadenbild verehrt. Dabei handelt es sich um eine spätbarocke aus Holz gearbeitete Plastik einer Madonna mit Kind und einem umgebenden Strahlenkranz. Wahrscheinlich wurde sie um 1720 in Ehrenbreitstein geschaffen und stand zuvor schon in der alten Märker Bildchen Kapelle.
Der Platz mit der Markenbildchen-Kapelle wurde in den 1870er Jahren im Zuge der beginnenden südlichen Stadterweiterung als Rondell geplant. Nachdem ab 1890 mit der Bebauung begonnen wurde, war das Rondell an der Kreuzung Markenbildchenweg/Hohenzollernstraße von halbrunden Gebäuden umrahmt. In dem nun dichter werdenden neuen Stadtteil zogen die Gläubigen bei Bittprozessionen (z. B. am Dreifaltigkeitssonntag) zu der Kapelle. Das Ende für die Kapelle kam während der Luftangriffe auf Koblenz im Zweiten Weltkrieg. Bei den Luftangriffen im Jahr 1944 wurde sie schwer beschädigt und nach dem Krieg nicht wieder aufgebaut, um die Hohenzollernstraße für den zunehmenden Verkehr ausbauen zu können. Das Gnadenbild konnte aus den Trümmern gerettet werden und steht seit 1954 in der Pfarrkirche St. Josef in der Südlichen Vorstadt.
Die halbrunden Häuser zeugen bis heute von dem Rondell, in dessen Mitte die Markenbildchen-Kapelle stand. An der Toreinfahrt zum Haus Markenbildchenweg 32 hängt heute eine Erinnerungstafel aus Basaltlava mit einem Relief der Kapelle samt Gnadenbild, hergestellt in den Kunstwerkstätten Maria Laach. Hier steht der folgende Text zu lesen: „Madonna vom Markenbildchen, bitte für uns. 1944 wurde dieses Haus zerstört. Wiederaufgebaut 1959.“